# Cancela (verja)

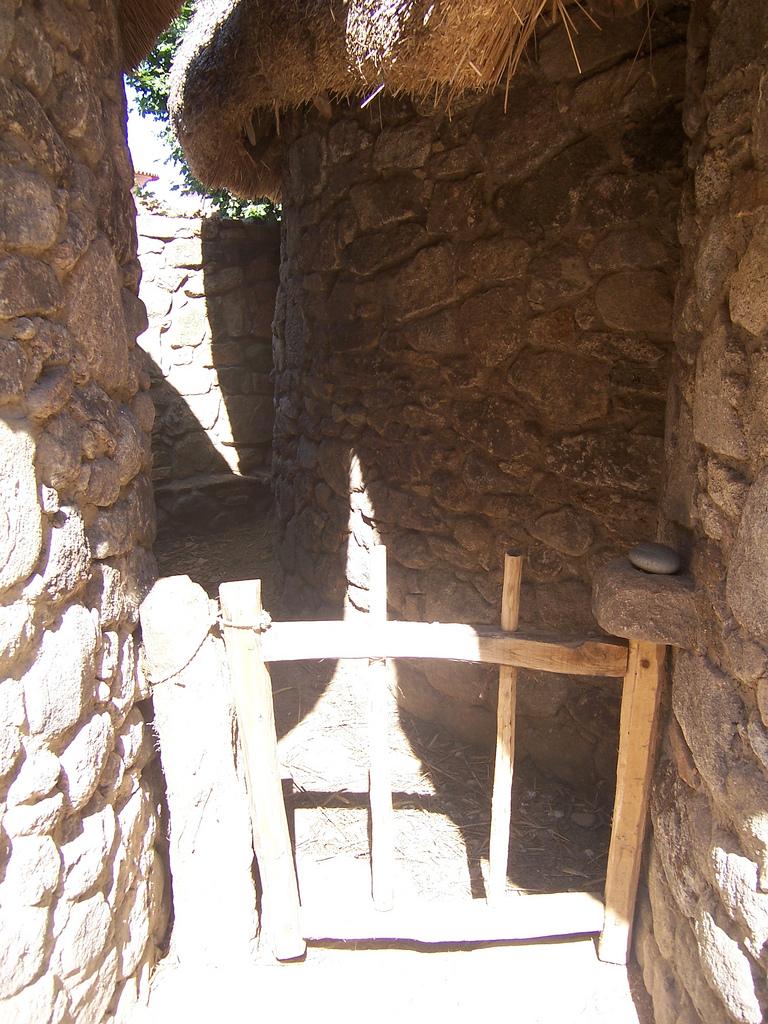
Primitiva cancela de madera en un castro (O castro, Vigo).

La cancela es un elemento arquitectónico que, como la verja, sirve de cerca para separar, cerrar o aislar diferentes espacios. Su uso más normal es el de pequeña verja instalada en el umbral de las casas, creando así un espacio reservado antes de acceder a la vivienda. En Andalucía es muy habitual y suele presentarse como verja de hierro labrado que separa el portal propiamente dicho, del espacio del recibidor o del patio de la casa. En la España septentrional se usa para denominar tanto al pestillo como al portillo o verjilla de paso entre cercados. Pueden ser de madera o metal. En Argentina se asocia a la contrapuerta, o «puerta-cancela» o de cancel.
En los diccionarios especializados de arte y arquitectura queda anotada como «verja muy labrada». En el Diccionario de ideas afines de Fernando Corripio se asocia a reja, portezuela y verja.

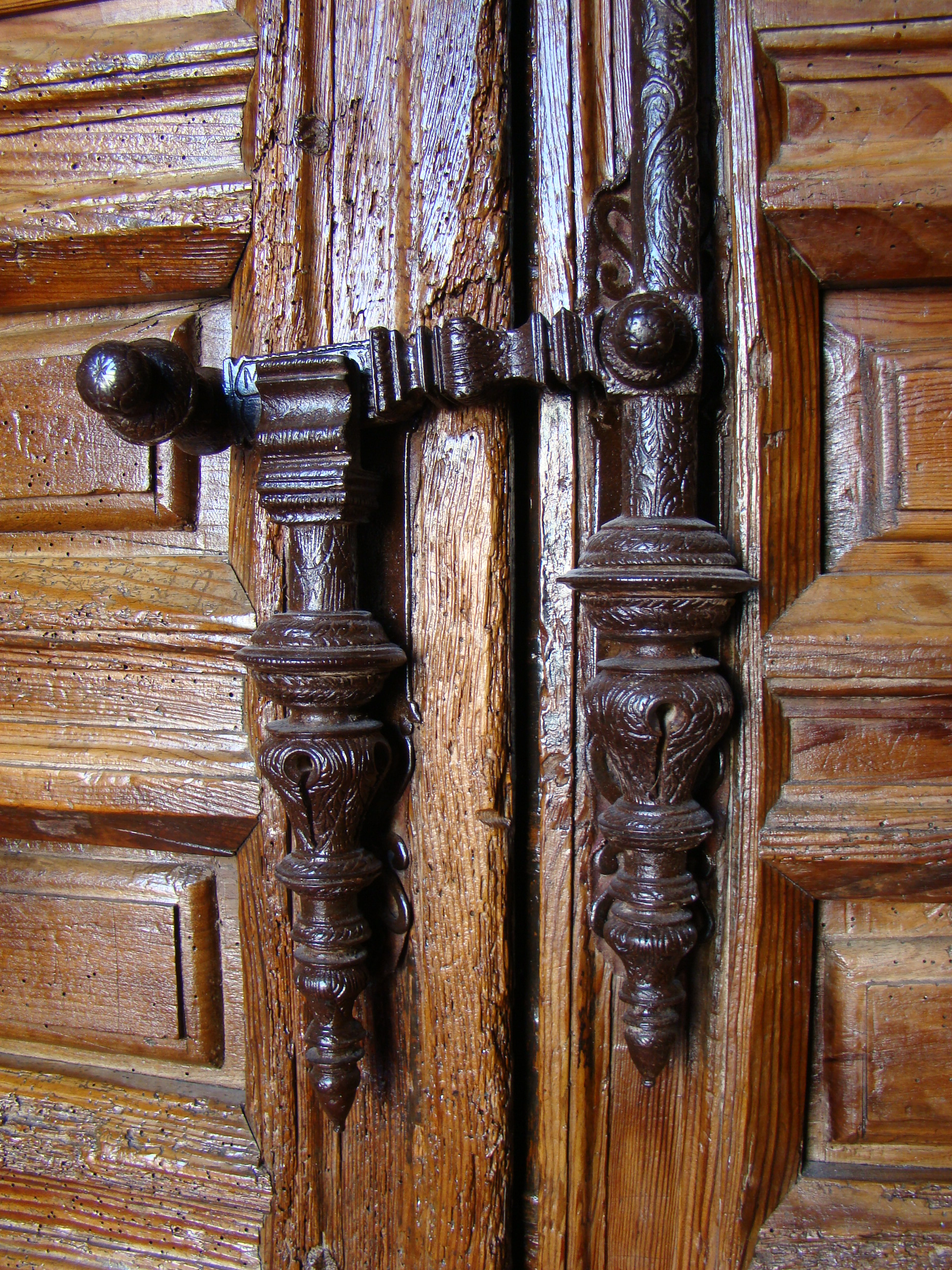
Cerraja o cancela del, en la iglesia de san Juan Bautista de Arrabal de Portillo (Valladolid, España).

El poeta Antonio Machado, en sus Soledades nos ayuda a visualizar una vieja cancela en estos versos modernistas de su poema titulado «Fue una clara tarde, triste y soñolienta»:   

Rechinó en la vieja cancela mi llave;

con agrio ruido abriose la puerta

de hierro mohoso y, al cerrarse, grave

golpeó el silencio de la tarde muerta.